# César Sousa
César Fernando Simões Sousa, noto semplicemente come César Sousa (Lisbona, 20 maggio 2000), è un calciatore portoghese naturalizzato angolano, centrocampista dell'Atlético CP e della nazionale angolana.

## Caratteristiche tecniche
È un trequartista.

## Carriera

### Club
Cresciuto nel settore giovanile del Belenenses SAD, debutta in prima squadra l'11 aprile 2021 in occasione dell'incontro di Primeira Liga pareggiato 1-1 contro il Braga.

### Nazionale
Debutta con la nazionale angolana l'11 ottobre 2021 in occasione del match valido per le qualificazioni al campionato mondiale 2022 perso 2-0 contro il Gabon.

## Statistiche

### Presenze e reti nei club
Statistiche aggiornate al 12 ottobre 2021.
| Stagione        | Squadra          | Campionato      | Campionato | Campionato | Coppe nazionali | Coppe nazionali | Coppe nazionali | Coppe continentali | Coppe continentali | Coppe continentali | Altre coppe | Altre coppe | Altre coppe | Totale | Totale |
| Stagione        | Squadra          | Comp            | Pres       | Reti       | Comp            | Pres            | Reti            | Comp               | Pres               | Reti               | Comp        | Pres        | Reti        | Pres   | Reti   |
| --------------- | ---------------- | --------------- | ---------- | ---------- | --------------- | --------------- | --------------- | ------------------ | ------------------ | ------------------ | ----------- | ----------- | ----------- | ------ | ------ |
| 2020-2021       | Belenenses SAD B | CdP             | 16         | 2          |                 | -               | -               |                    | -                  | -                  |             | -           | -           | 16     | 2      |
| 2020-2021       | Belenenses SAD   | PL              | 1          | 0          | CP              | 0               | 0               |                    | -                  | -                  |             | -           | -           | 1      | 0      |
| 2021-2022       | Belenenses SAD   | PL              | 6          | 0          | CP+CdL          | 0+1             | 0               |                    | -                  | -                  |             | -           | -           | 7      | 0      |
| Totale carriera | Totale carriera  | Totale carriera | 23         | 2          |                 | 1               | 0               |                    | -                  | -                  |             | -           | -           | 24     | 2      |

### Cronologia presenze e reti in nazionale
| Cronologia completa delle presenze e delle reti in nazionale ― Angola | Cronologia completa delle presenze e delle reti in nazionale ― Angola | Cronologia completa delle presenze e delle reti in nazionale ― Angola | Cronologia completa delle presenze e delle reti in nazionale ― Angola | Cronologia completa delle presenze e delle reti in nazionale ― Angola | Cronologia completa delle presenze e delle reti in nazionale ― Angola | Cronologia completa delle presenze e delle reti in nazionale ― Angola | Cronologia completa delle presenze e delle reti in nazionale ― Angola |
| Data                                                                  | Città                                                                 | In casa                                                               | Risultato                                                             | Ospiti                                                                | Competizione                                                          | Reti                                                                  | Note                                                                  |
| --------------------------------------------------------------------- | --------------------------------------------------------------------- | --------------------------------------------------------------------- | --------------------------------------------------------------------- | --------------------------------------------------------------------- | --------------------------------------------------------------------- | --------------------------------------------------------------------- | --------------------------------------------------------------------- |
| 11-10-2021                                                            | Franceville                                                           | Gabon                                                                 | 2 – 0                                                                 | Angola                                                                | Qual. Mondiali 2022                                                   | -                                                                     | 61’                                                                   |
| Totale                                                                |                                                                       | Presenze                                                              | 1                                                                     |                                                                       | Reti                                                                  | 0                                                                     |                                                                       |